# Rotger Schunde
Rotger Schunde (* im 14. Jahrhundert; † 2. Februar 1431) war Domherr in Münster.

## Leben
Über die Herkunft des Rotger Schunde gibt die Quellenlage keinen Aufschluss. Gesichert ist, dass der Domherr Heinrich Schunde sein Verwandter war. Erstmals am 5. April 1383 findet Rotger als Domherr zu Münster urkundliche Erwähnung. Im Juli 1387 wird er als Domküster genannt. Im Namen des Bischofs Otto von Hoya sollte Rotger im Jahre 1396 die Burg Ovelgönne von dem Edelherrn Johann von Solms übernehmen. Noch im gleichen Jahr erhielt er eine päpstliche Zusage auf ein Kanonikat in 
St. Martini zu Münster. Dieses Amt behielt er bis zu seinem Tode. Auf die Domküsterei hatte er mit der Übernahme des Amtes als Propst zu St. Martini verzichtet.